# ISO 14443
ISO/IEC 14443 Cartões de identificação/Cartões de circuito integrado sem contato/Cartões de proximidade é um padrão internacional, desenvolvido pela Organização Internacional de Normalização, que define os cartões de proximidade usados para identificação e os protocolos de transmissão para comunicação com eles.

## Partes
- ISO/IEC 14443-1:2018 Parte 1: Características físicas[1]
- ISO/IEC 14443-2:2016 Parte 2: Potência de radiofrequência e interface de sinal[2]
- ISO/IEC 14443-3:2018 Parte 3: Inicialização e anticolisão[3]
- ISO/IEC 14443-4:2018 Parte 4: Protocolo de transmissão[4]